# 完全版コミックス
完全版コミックス（かんぜんばんコミックス）は、漫画単行本の再版形態の1つである。

## 概要
同じ漫画本の再版形態としては文庫版、ワイド版、コンビニコミック、ハードカバー愛蔵版、記念版等があるが、それらと比べ、完全版独自の特徴には以下のような点が上げられる。
1. 雑誌掲載時のカラー原稿を完全再現
2. 表紙が漫画家の手による新作描き下ろし
3. 通常版コミックスに未収録だった原稿（扉絵、雑誌の表紙等）の復刻収録
4. 通常版コミックスよりサイズの大きな判型で刊行される（ワイド版やハードカバー愛蔵版を超えるものがほとんど）
5. カバーや紙質にこだわり、読者がより読みやすく、触り心地等も楽しめるように製本されている
6. 判型の大きさ、紙質とスキャニングの高さの相乗効果により、絵の細部が細かく再現される
7. 価格は、総じて高額である

ただし、これらはレーベル、出版社、編集部、漫画家の意向によっては条件を満たさない（表紙が描き下ろしでない等）場合もある。
全体的に、これまでの再版形態と比べても生産コストが高くなってしまうために、需要がある、平たくいえば過去に人気があり、再版してもより確実に売れる漫画作品が完全版化されることが多い。また、作品によっては原作者自ら加筆修正することがある。また、『完全』を銘打っているために、完結後に執筆された作品の続篇や外伝、それまでの単行本未収録話の網羅、完結時に不本意な形で終了した原作の本来の結末への差し替えなども行うことがある。例として『花より男子』での原作完結後に発表された読み切り短編を最終巻へ収録、『銃夢』での不本意な形で結末を付けてしまったことから続篇執筆に当たっての結末部分の完全差し替え等がある。また、『あまいぞ!男吾』では単行本収録時にページ数の制約でいくつもの場面がカットされてしまったために完結篇をディレクターズカットとして完全収録している。
また、近年では紙質を雑誌程度まで落とすものの、カラー原稿を完全復刻し、雑誌初出時と同じB5サイズで出版、通常のコミックス3〜4巻分のページ数で、それらの合計より割安という「総集編」という再版形態が増えつつある。こちらは連載が終了していない人気漫画に適用される場合が多い。

## 歴史
一般的には2001年3月に刊行された『SLAM DUNK 完全版』が完全版コミックスの原点とされている。
過去に完全版の条件を満たしたコミックス（カラーページ再現等）が存在しなかったわけではないが、『SLAM DUNK 完全版』は知名度、注目度、売り上げ等の点に置いて、これまでの再版コミックスを遥かに超えた結果を残し、"買いなおし需要"という新たな需要を発掘するに至った。
さらに、この『SLAM DUNK』に続く第2弾として刊行された『ドラゴンボール 完全版』は全34巻で2000万部以上の売り上げを記録し、10年も過去の作品ながら同じ時期に刊行された最新の単行本の売り上げの平均を上回る大ヒット作となった。この完全版の刊行は『ドラゴンボール』の再ブームを引き起こし、完全版というコミックス市場を完全に定着させた。
この2作品の成功を受け、集英社をはじめ出版各社が、過去の名作漫画を完全版化して再版するといったシステムを確立させ、さらに漫画作品から派生したアニメ化作品のDVD-BOXやゲームの発売日と連動させるなど、2006年現在に至るまで「完全版コミックスブーム」または「懐古ブーム」といった現象が起こっている。
商品単価が通常のコミックスよりも高いことから、新古書店での買い取り価格も高く、書店での万引き被害のターゲットになりやすいとされている。

## 主な完全版コミックスの一覧
| 出版社                 | タイトル                                              | 巻数                             | 刊行期間                | 備考                                                                                   |
| ---------------------- | ----------------------------------------------------- | -------------------------------- | ----------------------- | -------------------------------------------------------------------------------------- |
| 集英社                 | 銃夢                                                  | 全6巻                            | 1998年12月 - 2000年6月  | 続篇である『銃夢 LastOrder』向けに原作の結末を差し替え                                 |
| 集英社                 | 天使なんかじゃない                                    | 全4巻                            | 2000年10月 - 同年12月   |                                                                                        |
| 集英社                 | BASTARD!! -暗黒の破壊神-                              | 既刊9巻                          | 2000年12月 - 刊行中     | 原作は未だ完結しておらず                                                               |
| 集英社                 | SLAM DUNK                                             | 全24巻                           | 2001年3月 - 2002年2月   |                                                                                        |
| 集英社                 | Papa told me                                          | 全3巻                            | 2001年12月 - 2002年4月  | 正確には作者自身による選集であり、原作は未だ完結していない                             |
| 集英社                 | ドラゴンボール                                        | 全34巻 ガイドブック全2巻         | 2002年12月 - 2004年5月  | 本来の意図を込めた結末へ差し替え                                                       |
| 集英社                 | こどものおもちゃ                                      | 全7巻                            | 2003年7月 - 同年12月    |                                                                                        |
| 集英社                 | 珍遊記                                                | 全4巻                            | 2003年11月 - 2004年2月  | 正確には(不)完全版                                                                     |
| 集英社                 | ママレード・ボーイ                                    | 全6巻                            | 2004年3月 - 同年8月     |                                                                                        |
| 集英社                 | 幽☆遊☆白書                                            | 全15巻 ガイドブック全1巻         | 2004年8月 - 2005年3月   |                                                                                        |
| 集英社                 | ネコマジン                                            | 全1巻                            | 2005年4月               | 正確には初単行本化                                                                     |
| 集英社                 | 花より男子                                            | 全20巻                           | 2005年5月 - 2006年8月   | 完全版完結後の2008年に雑誌掲載された番外編は未収録                                     |
| 集英社                 | 封神演義                                              | 全18巻                           | 2005年7月 - 2006年4月   |                                                                                        |
| 集英社                 | ご近所物語                                            | 全4巻                            | 2005年9月 - 同年12月    |                                                                                        |
| 集英社                 | ベルサイユのばら                                      | 全9巻                            | 2005年12月 - 2006年6月  |                                                                                        |
| 集英社                 | 聖闘士星矢                                            | 全22巻                           | 2005年12月 - 2006年10月 |                                                                                        |
| 集英社                 | I"s                                                   | 全12巻                           | 2005年12月 - 2006年7月  |                                                                                        |
| 集英社                 | るろうに剣心 -明治剣客浪漫譚-                         | 全22巻 ガイドブック全1巻         | 2006年7月 - 2007年6月   |                                                                                        |
| 集英社                 | ホットロード                                          | 全3巻                            | 2006年7月 - 同年9月     |                                                                                        |
| 集英社                 | Dr.スランプ                                           | 全15巻                           | 2006年10月 - 2007年11月 |                                                                                        |
| 集英社                 | 神風怪盗ジャンヌ                                      | 全6巻                            | 2007年6月 - 同年10月    |                                                                                        |
| 集英社                 | セクシーコマンドー外伝 すごいよ!!マサルさん           | 全5巻                            | 2008年1月 - 同年5月     | 正確にはウ元ハ王版 また、構想のみだった第3部も描き起こしで収録                         |
| 集英社                 | シャーマンキング                                      | 全27巻 ガイドブック全1巻         | 2008年3月 - 2009年6月   | 細部修正が行われる他、 原作が未完状態で打ち切られた為に正式な完結篇を執筆した          |
| 集英社                 | ろくでなしBLUES                                       | 全12巻                           | 2008年3月 - 2009年2月   | 雑誌形態で発売 「完全版エクストラ」という題名だが、 実際は前述の「総集編」に近い       |
| 集英社                 | ヒカルの碁                                            | 全20巻                           | 2009年2月 - 2010年4月   |                                                                                        |
| 集英社                 | バラ色の明日                                          | 全6巻                            | 2009年7月 - 同年9月     |                                                                                        |
| 集英社                 | キャプテン                                            | 全18巻                           | 2009年10月 - 2010年6月  |                                                                                        |
| 集英社                 | テニスの王子様                                        | Season1：全12巻                  | 2010年4月 - 2011年2月   |                                                                                        |
| 集英社                 | テニスの王子様                                        | Season2：全12巻                  | 2011年4月 - 2012年2月   |                                                                                        |
| 集英社                 | テニスの王子様                                        | Season3：全12巻                  | 2012年4月 - 2013年2月   |                                                                                        |
| 集英社                 | ジョジョの奇妙な冒険（第1期）                         | 全17巻                           | 2013年12月 - 2015年3月  | 正確には函装版JoJonium Part1 - Part3を収録 原作自体は未完結                            |
| 集英社                 | キングダム                                            | 全20巻予定                       | 2024年3月開始予定       | 原作自体は未完結                                                                       |
| 小学館                 | ふしぎ遊戯                                            | 全9巻                            | 2001年9月 - 2002年4月   |                                                                                        |
| 小学館                 | Happy!                                                | 全15巻                           | 2003年12月 - 2004年6月  |                                                                                        |
| 小学館                 | タッチ                                                | 全12巻                           | 2005年7月 - 同年9月     |                                                                                        |
| 小学館                 | 北斗の拳                                              | 全14巻                           | 2006年1月 - 同年10月    |                                                                                        |
| 小学館                 | ヨイコノミライ                                        | 全4巻                            | 2006年7月 - 同年9月     |                                                                                        |
| 小学館                 | 宗像教授伝奇考                                        | 全8巻                            | 2007年12月 - 2008年7月  |                                                                                        |
| 小学館                 | MONSTER                                               | 全9巻                            | 2008年1月 - 同年8月     |                                                                                        |
| 小学館                 | MASTERキートン                                        | 全12巻                           | 2011年8月 - 2012年6月   |                                                                                        |
| 小学館                 | YAWARA!                                               | 全20巻                           | 2013年12月 - 2015年4月  |                                                                                        |
| 小学館                 | JIGORO!                                               | 全1巻                            | 2015年4月               |                                                                                        |
| 小学館                 | うしおととら                                          | 全20巻                           | 2015年5月 - 2016年11月  |                                                                                        |
| 小学館                 | 20世紀少年                                            | 全11巻                           | 2016年1月 - 同年11月    |                                                                                        |
| 小学館                 | 21世紀少年                                            | 全1巻                            | 2016年12月              | 描き下ろしの完全版エンディングを収録                                                   |
| 小学館                 | からくりサーカス                                      | 全26巻                           | 2018年9月 - 2019年9月   |                                                                                        |
| 小学館                 | ぼくらの                                              | 全5巻                            | 2020年6月 - 同年10月    | 第5巻には完全新作マンガを収録                                                          |
| 小学館                 | 結界師                                                | 全18巻                           | 2020年6月 - 2021年2月   |                                                                                        |
| 小学館                 | ハヤテのごとく!                                       | 既刊11巻/全27巻予定              | 2023年6月 - 刊行中      |                                                                                        |
| 小学館クリエイティブ   | 闇の土鬼                                              | 全3巻                            | 2013年12月 - 2014年2月  |                                                                                        |
| 小学館クリエイティブ   | ダイバー0                                             | 全1巻                            | 2014年4月               |                                                                                        |
| 小学館クリエイティブ   | ウルトラマンタロウ                                    | 全1巻                            | 2016年9月               |                                                                                        |
| 小学館クリエイティブ   | 宇宙海賊キャプテンハーロック                          | 全3巻                            | 2016年10月 - 同年12月   | 3巻はボーナスとして「クイーンエメラルダス」を収録                                      |
| 小学館クリエイティブ   | 鉄のラインバレル                                      | 全18巻                           | 2017年12月 - 2019年5月  |                                                                                        |
| 小学館クリエイティブ   | 風魔の小次郎                                          | 全3巻                            | 2019年11月 - 2020年1月  | 正確には究極最終版 第1巻には「序の巻」、第3巻には「終の巻」と それぞれ描き下ろしを収録 |
| 小学館クリエイティブ   | ウルトラマンメビウス外伝プラス平成ウルトラマン作品集  | 全1巻                            | 2021年6月               |                                                                                        |
| 徳間書店               | シティーハンター                                      | 全32巻 イラスト、短編漫画集全3巻 | 2003年12月 - 2005年6月  |                                                                                        |
| 徳間書店               | 花の慶次 -雲のかなたに-                               | 全15巻                           | 2004年9月 - 2005年10月  |                                                                                        |
| 徳間書店               | キャッツ♥アイ                                         | 全15巻                           | 2005年10月 - 2006年6月  |                                                                                        |
| 徳間書店               | サイレントメビウス                                    | 全15巻                           | 2006年4月 - 同年11月    |                                                                                        |
| 徳間書店               | 影武者徳川家康                                        | 全4巻                            | 2007年7月 - 同年10月    |                                                                                        |
| 徳間書店               | 冥王計画ゼオライマー 完全版                           | 全1巻                            | 2007年11月              |                                                                                        |
| 徳間書店               | SAKON（左近） -戦国風雲録-                            | 全4巻                            | 2007年11月 - 2008年2月  |                                                                                        |
| 講談社                 | 寄生獣                                                | 全8巻                            | 2003年1月 - 同年6月     |                                                                                        |
| 講談社                 | A・Iが止まらない!                                     | 全7巻                            | 2004年11月 - 2005年6月  |                                                                                        |
| 講談社                 | ああっ女神さまっ                                      | 既刊3巻                          | 2005年1月 - 刊行中      |                                                                                        |
| 講談社                 | 湘南爆走族                                            | 全14巻                           | 2007年4月 - 同年10月    | 最終巻は全編新作で構成                                                                 |
| 講談社                 | そどむ                                                | 全2巻                            | 2007年5月               |                                                                                        |
| 講談社                 | 美少女戦士セーラームーン                              | 全10巻                           | 2013年11月 - 2014年3月  |                                                                                        |
| 講談社                 | コードネームはセーラーV                               | 全2巻                            | 2014年5月               | 当初は『美少女戦士セーラームーン』完全版の 11〜12巻として刊行予定だった                |
| 白泉社                 | ここはグリーン・ウッド                                | 全4巻                            | 1996年8月 - 同年9月     |                                                                                        |
| 白泉社                 | 谷仮面                                                | 全6巻                            | 2003年6月 - 同年8月     |                                                                                        |
| 白泉社                 | 真夏の国                                              | 全2巻                            | 2004年10月              |                                                                                        |
| 白泉社                 | 私を月まで連れてって!                                 | 全6巻                            | 2005年7月 - 同年11月    |                                                                                        |
| 白泉社                 | 獣王星                                                | 全3巻                            | 2006年3月 - 同年5月     |                                                                                        |
| 白泉社                 | 秋吉家シリーズ                                        | 全2巻                            | 2006年7月               |                                                                                        |
| 白泉社                 | ナイーヴ                                              | 既刊2巻                          | 2008年7月 - 刊行中      |                                                                                        |
| 双葉社                 | ストップ!! ひばりくん!                                | 全3巻                            | 1991年6月               |                                                                                        |
| 中央公論社             | チンプイ                                              | 全4巻                            | 1997年4月               | 原作が完結を迎えぬまま原作者が逝去                                                     |
| 英知出版               | あまいぞ!男吾                                         | 全3巻                            | 2001年12月 - 2002年2月  | 以前の単行本では短縮されたエピソードを 雑誌掲載時の状態に戻して収録                    |
| 幻冬舎                 | 羊のうた                                              | 全7巻                            | 2003年12月 - 2004年3月  |                                                                                        |
| 朝日ソノラマ           | 仮面ライダーSD 疾風伝説                               | 全2巻                            | 2004年11月              | 最終決戦を加筆                                                                         |
| 朝日ソノラマ           | 仮面ライダーSD マイティライダーズ                     | 全2巻                            | 2005年7月               |                                                                                        |
| メディアファクトリー   | ピグマリオ                                            | 全12巻                           | 2001年6月 - 2002年5月   |                                                                                        |
| メディアファクトリー   | スケバン刑事                                          | 全12巻                           | 2004年8月 - 2005年7月   |                                                                                        |
| メディアファクトリー   | コブラ                                                | 全12巻                           | 2005年8月 - 2006年6月   |                                                                                        |
| 潮出版社               | 鉄人28号                                              | 全24巻                           | 2005年11月 - 2007年9月  |                                                                                        |
| 秋田書店               | クローズ                                              | 全19巻 外伝全2巻                 | 2006年6月 - 2007年5月   |                                                                                        |
| 秋田書店               | グラップラー刃牙                                      | 全24巻                           | 2007年12月 - 2008年11月 |                                                                                        |
| 秋田書店               | ウルトラマン超闘士激伝                                | 全8巻                            | 2016年8月 - 同年11月    |                                                                                        |
| スクウェア・エニックス | ドラゴンクエスト列伝 ロトの紋章                       | 全15巻                           | 2006年7月 - 2007年2月   | 最終回を60ページ近く加筆                                                               |
| スクウェア・エニックス | 鋼の錬金術師                                          | 全18巻                           | 2011年6月 - 2012年9月   |                                                                                        |
| スクウェア・エニックス | ソウルイーター                                        | 全17巻                           | 2019年7月 - 2020年3月   |                                                                                        |
| 少年画報社             | トライガン                                            | 全2巻                            | 2000年6月               |                                                                                        |
| 少年画報社             | ランディーズ                                          | 全1巻                            | 2005年7月               |                                                                                        |
| 少年画報社             | 超人ロック                                            | 全37巻                           | 2006年11月 - 2009年10月 | 一部のページに新たに彩色                                                               |
| 少年画報社             | 高床式少女                                            | 全1巻                            | 2018年4月               |                                                                                        |
| 宙出版                 | ANGEL                                                 | 全5巻                            | 2007年10月 - 2008年1月  |                                                                                        |
| ミリオン出版           | 戦え!超ロボット生命体トランスフォーマー ザ☆コミックス | 全1巻                            | 2002年10月              |                                                                                        |
| マンガショップ         | 青の6号                                               | 全2巻                            | 2011年6月               |                                                                                        |
| 角川書店               | ファイブスター物語 リブート                           | 全7巻                            | 2011年2月 - 2012年3月   | 原作は未完 連載時点の構成に戻して刊行                                                  |
| ワニブックス           | AGHARTA                                               | 全11巻                           | 2016年9月 - 2017年3月   | 未発表の完結編とあとがきマンガを描き下ろしで収録                                       |
| クラーケン             | 金色のガッシュ!!                                      | 全16巻                           | 2019年7月 - 2020年2月   |                                                                                        |
| 河出書房新社           | ピーナッツ                                            | 全25巻                           | 2019年10月 - 2020年11月 |                                                                                        |